# Hans Carl Artmann
Hans Carl Artmann, avstrijski poet, pisatelj in prevajalec, * 12. junij  1921, Dunaj, Avstrija, † 4. december 2000, Dunaj, Avstrija.
Znan je po svoji zgodnji poeziji v dunajskem narečju, ki pa ni nikoli postala fokus njegovega pisanja. 

## Življenje
H.C. Artmann je bil sin čevljarja Johanna Artmanna in njegove žene Marieje, rojene Schnieder. Odraščal je na Dunaju, kjer je obiskoval osnovno in srednjo šolo in 3 leta delal kot praktikant v pisarni. Leta 1940 so ga vpoklicali v vojsko, kjer se je med drugo svetovno vojne moral boriti, dokler ni bil leta 1941 ranjen. Po tem je ostal v kazenskem odredu vse do konca vojne.
Leta 1972 se je poročil z Roso Pock. Umrl je 4. decembra 2000 po odpovedi srca. Njegov častni grob je v Simmeringu. Mesto Dunaj je kupilo Artmannovo literarno zapuščino in leta 2004 njemu v čast začelo izdajati Nagrado H. C. Artmanna. Od leta 2008 mesto Salzburg in Literaturhaus Salzburg, ki je na Trgu H. C. Artmanna, podeljujeta štipendije H. C. Artmanna.

## Delo
Artmann je od leta 1947 naprej objavljal literarna besedila na radiu in v časopisu Neue Wege (Nove poti). Od leta 1952 naprej je deloval skupaj z Gerhardom Rühmom, Konradom Bayerjem, Friedrichom Achleitnerjem in Oswaldom Wienerjem v Dunajski skupini (skupini avantgardnih avtorjev, ki so delovali na Dunaju, Weiner Gruppe), od katere pa se je 6 let pozneje distanciral. Prav tega leta, 1958, je doživel tudi svoj prvi uspeh pri občinstvu z zbirko pesmi med ana schwoazzn dintn (S črno tinto; napisano v dunajskem narečju), s katerim je žanru narečnih pesmi pomagal prodreti na sceno, sam pa jo je imel za le en poskus med mnogimi. Pravzaprav uporaba dunajskega narečja res ni tipična za vse njegovo delovanje. Artmannovi romani, njegova lirika in pripovedništvo označuje nekakšen igrivi nadrealizem, ki je pod vplivom dadaističnega poigravanja z jezikom.
Kot teoretik je Artmann leta 1953 nastopil s svojo »Manifest poetičnega akta v osmih točkah«( „Acht-Punkte-    Proklamation des poetischen Actes”), v katerem je razglasil »da je pesnik lahko vsak, ne da bi kadarkoli spregovoril ali napisal kakšno besedo«.
"Obstaja stavek, ki je neomajen, in sicer ta, da je pesnik lahko vsak, ne da bi kadarkoli spregovoril ali napisal kakšno besedo. Predpogoj pa je močnejša ali šibkejša želja do poetičnega ravnanja. Tako izpeljana nelogična poteza lahko sama po sebi izraža akt izjemne lepote in je lahko povzdignjena v pesem. Lepota pa je tu izraz, ki se lahko giba v zelo razširjenem območju razumevanja."
1
Poetični akt je tisto pesništvo, ki zavrača vsakršni prikaz iz druge roke, to pomeni, vsako posredovanje prek govora glasbe ali pisave. (Der poetische Act ist jene Dichtung, die jede Wiedergabe aus zweiter Hand ablehnt, das heißt, jede Vermittlung durch Sprache, Musik oder Schrift.)
2
Poetični akt je pesništvo zavoljo samega pesništva. Je čisto pesništvo brez ambicij po priznanju, pohvalah ali kritiki. (Der poetische Act ist Dichtung um der reinen Dichtung willen. Er ist reine Dichtung und frei von aller Ambition nach Anerkennung, Lob oder Kritik.)
3
Poetični akt bo morda zgolj po naključju posredovan javnosti. Toda to se zgodi v stotih primerih zgolj enkrat. Z ozirom na lepoto in iskrenost se ne sme namerno zgoditi, da bi postal javen, saj je akt srca in poganske skromnosti. (Ein poetischer Act wird vielleicht nur durch Zufall der Öffentlichkeit überliefert werden. Das jedoch ist in hundert Fällen ein einziges Mal. Er darf aus Rücksicht auf seine Schönheit und Lauterkeit erst gar nicht in der Absicht geschehen, publik zu werden, denn er ist ein Act des Herzens und der heidnischen Bescheidenheit.)
4
Poetični akt je zavestno improviziran in je vse drugo kot zgolj poetična situacija, ki ne bi potrebovala Pesnika. V takšno bi lahko zabredel vsak tepec, ne da bi jo kdaj doumel. (Der poetische Act wird starkbewußt extemporiert und ist alles andere als eine bloße poetische Situation, die keineswegs des Dichters bedürfte. In eine solche könnte jeder Trottel geraten, ohne es aber jemals gewahr zu werden.)
5
Poetični akt je poza v svoji najžlahtnejši obliki, brez vsake nečimrnosti in polna vdanosti. (Der poetische Act ist die Pose in ihrer edelsten Form, frei von jeder Eitelkeit und voll heiterer Demut.)
6
K častivrednim mojstrom poetičnega akta sodi v prvi vrsti satanistično-elegični C.D. Nero in predvsem naš gospod, filozofsko-človeški Don Kihot. (Zu den verehrungswürdigsten Meistern des poetischen Actes zählen wir in erster Linie den satanistisch-elegischen C. D. Nero und vor allem unseren Herrn, den philosophisch-menschlichen Don Quijote.)
7
Poetični akt ni materialno popolnoma nič vreden in zato nikoli ne prinaša bacila prostitucije. Njegova iskrena izpeljava je preprosto plemenita. (Der poetische Act ist materiell vollkommen wertlos und birgt deshalb von vornherein nie den Bazillus der Prostitution. Seine lautere Vollbringung ist schlechthin edel.)
8
Izvršeni poetični akt, zapisan v našem spominu, je eno redkih bogastev, ki jih lahko neiztrgno nosimo s seboj. (Der vollzogene poetische Act, in unserer Erinnerung aufgezeichnet, ist einer der wenigen Reichtümer, die wir tatsächlich unentreißbar mit uns tragen können.)
Od leta 1954 dlje je Artmann potoval po vsej Evropi, živel med letoma 1961 in 1965 na Švedskem, potem do 1969 v Berlinu in od 1972 v Salzburgu. Bil je predsednik in soustanovitelj združenja Grazer Autorenversammlung, iz katerega je 1978 izstopil. Prejel je mnogo nagrad in priznanj, med drugimi Veliko avstrijsko državno nagrado (1974), častni doktorat Univerze v Salzburgu (1991) in Büchnerjevo nagrado (1997).
Artmann je deloval tudi kot prevajalec, med drugim iz angleščine, prevajal je tako različne pisatelje, kot so H. P. Lovecraft ali Cyril Tourneur. Zelo prosto je prevedel pesmi Françoisa Villona v dunajsko narečje, ki jih je Helmut Qualtinger potem posnel na gramofonske plošče. Leta 1999 je izšel Asterix oes Legionäa (Asterix legionar), Asterixov strip v dunajskem narečju.  

## Kolegi o Artmannu
»Ko zašlo je sonce poezije, so lune njene vzšle: Divji sij nebesnih teles se zahvaljuje nevidnemu viru svetlobe; poezija H. C. Artmanna je ena takšnih ne direktnih poezij varne svetlobe, poezija po njenem zatonu. [...] Artmannova poezija nikakor ni prišla pozno, ali celo prepozno; ravno obratno, je eno številnih sodobnih pričanj v moderni, ki že od samih začetkov močno zaznamuje izkušnjo tega obdobja: kar je včasih veljalo za poetično, naj bo z vidika določenega besedišča, poetične tehnike ali postopka, motivov ali predmetov, primernih za poezijo, za poezijo dvajsetega stoletja ni več veljalo.«
– Franz Josef Czernin
»Delo H. C. Artmanna je zbrano reševanje poezije, razsežnost jezika sega daleč v vse mogoče svetove fantazije. Ustvarja si te svetove in pripoveduje o njihovi raznolikosti – tako imenovano resnico bliskovitih zmožnosti presega. Kaj je svoboda pisanja, ustvarjanja, začaranja, vse to sem našel v njegovih delih – najprijaznejši anarhizem, kar si jih lahko predstavljamo.«
– Alfred Kolleritsch
»Še vedno ima sinjemodre oči, dobro si zna izmišljevati, pred svojim branjem sedi pred dvorano hotela, srkljaje pije kamilični čaj, obdan s spoštljivimi privrženci, vozi moped (po navadi medkrajevno), noče se spoprijazniti z bolečinami v kosteh. Ostal je najmlajši izmed vseh nas, ki smo takrat v daljnih petdesetih začeli odkrivati novo poezijo za nas in svet. Brez konca naj njegova ponosna umetnost z ognjem naj očara.«
– Friederike Mayröcker
»Bil mi je nazor, dokaz, da je obstoj Pesnika možen.«
– Konrad Bayer

## Priznanja
- 1974: Velika avstrijska državna nagrada za literaturo (Großer Österreichischer Staatspreis für Literatur)
- 1977: Literarna nagrada mesta Dunaj (Literaturpreis der Stadt Wien)
- 1981: Častni prstan mesta Salzburg(Ehrenring der Stadt Salzburg)
- 1981: Rausirska meščanska nagrada za literaturo (Rauriser Bürgerpreis für Literatur)
- 1981, 1989 in 1991: Literarna nagrada glavnega mesta zvezne dežele Salzburg (Literaturpreis der Landeshauptstadt Salzburg)
- 1983: Literarno nagrado salzburškega gospodarstva  (Literaturpreis der Salzburger Wirtschaft)
- 1984: Zlato odličje dežele Salzburg (Goldenes Ehrenzeichen des Landes Salzburg)
- 1984: Avstrijski častni križec za znanost in umetnost (Österreichisches Ehrenkreuz für Wissenschaft und Kunst)
- 1986: Nagrado Manuskripte za forum Mestni park dežele Štajerske (Manuskripte-Preis für das Forum Stadtpark des Landes Steiermark)
- 1986: Prevajalsko nagrado Zveznega ministrstva za izobraževanje in umetnost (Übersetzerprämie des Bundesministeriums für Unterricht und Kunst)
- 1986: Mestni pisatelj mesta Mainz (Mainzer Stadtschreiber)
- 1987: Umetniško nagrado upodabljajočih umetnikov Avstrije in Zahodne Nemčije za visoko cenjenega in občudovanega kolega (Kunstpreis bildender Künstler aus Österreich und der BRD für einen hochgeschätzten und bewunderten Kollegen)
- 1989: Nagrada Franz Nabl (Franz-Nabl-Preis)
- 1991: Častno čašo dežele Salzburg (Ehrenbecher des Landes Salzburg)
- 1991: Literarno nagrado mesta Salzburg (Literaturpreis der Stadt Salzburg)
- 1991: Avstrijsko častno priznanje za znanost in umetnost (Österreichisches Ehrenzeichen für Wissenschaft und Kunst)
- 1992: Nagrada Franza Grillparzerja fundacije F.V.S. Hamburg(Franz-Grillparzer-Preis der Stiftung F.V.S. Hamburg)
- 1994: Nagrada Friedestorm za narečno poezijo okrožja Neuss (für Dialektdichtung des Kreises Neuss)
- 1996: Veliko odličje dežele Koroške (Großes Ehrenzeichen des Landes Kärnten)
- 1997: Büchnerjeva nagrada (Georg-Büchner-Preis)
- 1997: Častno priznanje avstrijskih knjigarn za strpnost v mišljenju in dejanjih (Ehrenpreis des österreichischen Buchhandels für Toleranz in Denken und Handeln)
- 1999: Literarno nagrado dežele Štajerske (Literaturpreis des Landes Steiermark)
- 2000: Veliko zlato odličje za zaslužke Republike Avstrije (Großes Goldenes Ehrenzeichen für Verdienste um die Republik Österreich)[6]

## Izbrana dela
- 1954[?] Deček z brokatom (Der Knabe mit dem Brokat. Kammeroper. Glasba: Gerhard Lampersberg)
- 1958: S črno tinto. Pesmi iz Brandsee (med ana schwoazzn dintn. gedichta r aus bradnsee)
- 1959: hosn rosn baa (s Friedrichom Achleitnerjem und Gerhardom Rühmom)
- 1959: O huzarjih in drugih plesalcih na vrvi.(Von denen Husaren und anderen Seil-Tänzer)
- 1961: Ljuba vila Pocahontas ali Kasper kot stražar (die liebe fee pocahontas oder kasper als schildwache)
- 1964: Iskanje včerajšnjega dne ali sneg na vročem kruhu/hlebcu? (das suchen nach dem gestrigen tag oder schnee auf einem heißen brotwecken)
- 1966: Verbarij (verbarium)
- 1967: Zeleno zaklenjena sporočila (Grünverschlossene Botschaft)
- 1968: Frankenstein v Sussexu, marljivost in industrija (Frankenstein in Sussex, Fleiß und Industrie)
- 1968: Balade (Baladn (prevod po François Villon), Insel-Bücherei 883)
- 1969: Moj del dediščine po očetu in materi (Mein Erbteil von Vater und Mutter)
- 1969: Prve črke zastave (Die Anfangsbuchstaben der Flagge)
- 1969: Pismo lilijske vode iz Lincolnshire, pesmi iz 21 let (ein lilienweißer brief aus lincolnshire. gedichte aus 21 jahren)
- 1970: The Best of H.C. Artmann
- 1970: Slovnica rož, zbrana proza (Grammatik der Rosen. Gesammelte Prosa)
- 1971: Koliko, ljubica? (How much, Schatzi?)
- 1972: Aeronavtičen Sindbart ali čudno zračno potovanje iz Spodnje Kalifornije v Crain (Der aeronautische Sindtbart oder Seltsame Luftreise von Niedercalifornien nach Crain)
- 1972: V gozdu izgubljen totem (Das im Walde verlorene Totem)
- 1974: Pod kritjem klobuka (Unter der Bedeckung eines Hutes)
- 1975: Iz mojega botanisier bobna (Aus meiner Botanisiertromme)
- 1978: Sporočila iz severa in juga (Nachrichten aus Nord und Süd)
- 1979: Popotniki (Die Wanderer)
- 1982: Sonce je bilo zeleno jajce : o stvarjenju sveta in njegovih stvari  (Die Sonne war ein grünes Ei ; prevod Jani Virk; Ljubljana : Študentska organizacija Univerze, Študentska založba, 1997 (Ljubljana : Cicero)
- 1984: Iskalec nočnega vetra – Enainšestdeset avstrijskih Haikujev (Nachtwindsucher - Einundsechzig österreichische Haiku)
- 1991: Hans Crostoph Stenzelsov POEtarium (Hans-Christoph Stenzel's POEtarium)
- 1993: Ključ do paradiža: Verska pesnitev Keltov (Der Schlüssel zum Paradies: Religiöse Dichtung der Kelten)
- 1993: Poetično delo (Das poetische Werk)
- 2001: Sem pustolovec in ne pesnik: Iz pogovorov s Kurtom Hofmannom (Ich bin Abenteurer und nicht Dichter: Aus Gesprächen  mit Kurt Hofmann)
- 2003: Vse pesmi (Sämtliche Gedichte)
- 2005: Gospod Norrrdwind (Derr Herr Norrrdwind. Opera za otroke. Glasba: HK Gruber. UA 2005)

### Plošče
- Najrazličnejši šumi (Allerleirausch, pravljice in pesmi H.C. Artmanna, bere Jutta Schwarz)
- Iz mojega botanisier bobna (Aus meiner Botanisiertrommel, H.C. Artmann in skupina Bärengässlin (tudi v knjižni obliki, Salzburg 1975, založba Residenz Verlag)
- Drakula Darkula (Dracula Dracula, radijska igra, bere H.C. Artmann)
- Možgani z jajcem, jazz + lirika (Hirn mit Ei, Jazz + Lyrik, H.C. Artmann, Wolfgang Bauer, Hans Koller, Fritz Pauer)
- Nič popra za Czermaka (Kein Pfeffer für Czermak, bere  H.C. Artmann)
- Villon übersetzt von Artmann gesprochen von Qualtinger mit Jazz von Fatty George
- Will Elfes Song – Der General. Nach Texten von Gisela Pfeifer und H.C. Artmann

## Dokumentarni film
Ferry Radax: H.C. Artmann (1967). Dokumentarni film portret legendarnega avtorja, ki ga je posnel njegov rojak. 42 min., črno-bel.